# Yannick Bestaven

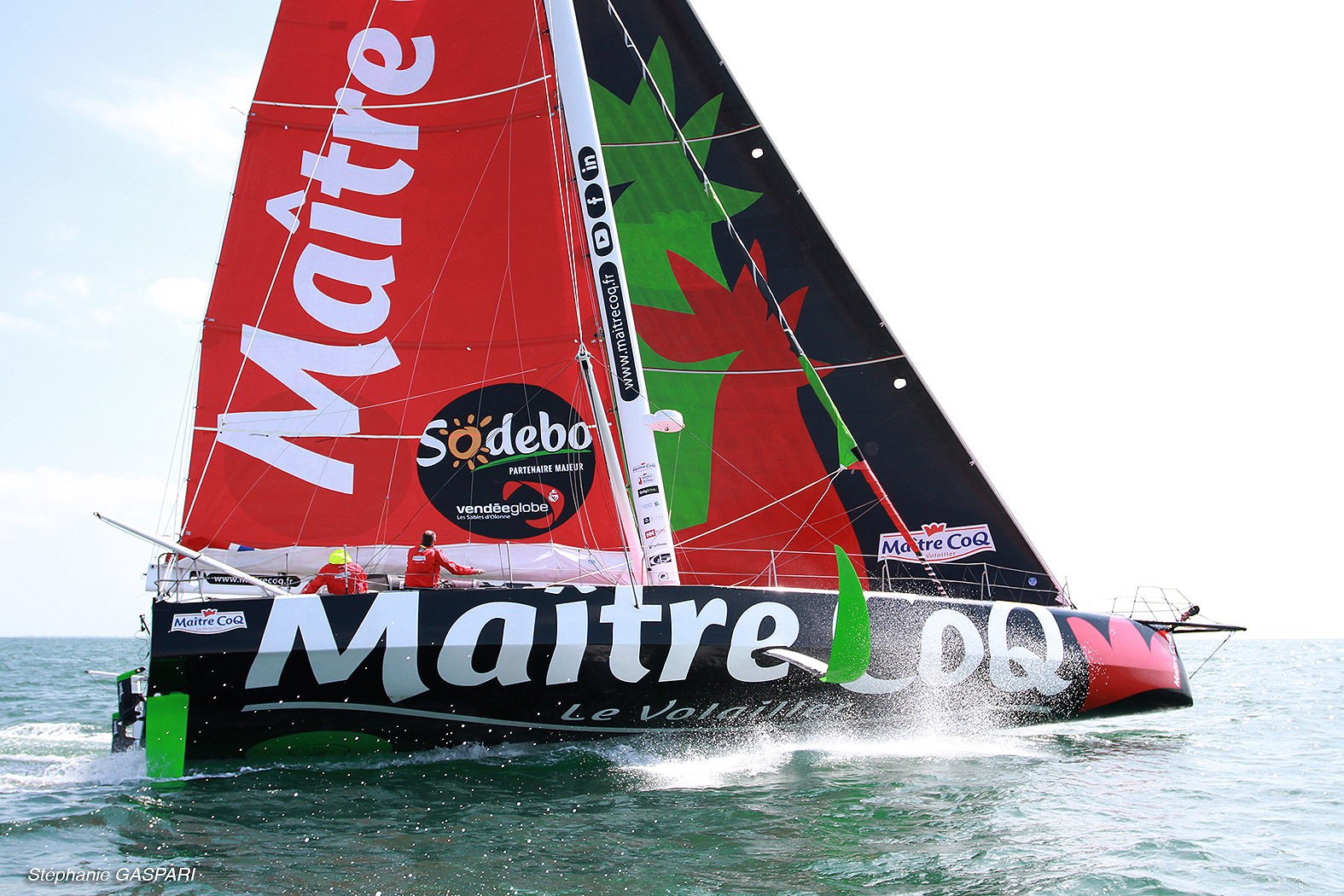
Maître CoQ IV

Yannick Bestaven (ur. 28 grudnia 1972 w Saint-Nazaire w regionie Loary Atlantyckiej) – francuski żeglarz sportowy, zwycięzcą Transat 6.50 w 2001 roku oraz dwukrotnym zwycięzcą Transat Jacques-Vabre i zwycięzcą Vendée Globe 2020/2021.

## Biografia
W styczniu 2021 wygrał regaty samotników Vendée Globe 2020/2021 rozgrywane na jachtach klasy IMOCA 60 na łodce Maître CoQ IV (wcześniej Safran II. Co prawda linię mety przekroczył jako trzeci, ale dzięki rekompansacie czasowej 10h 15m za udział w ratowaniu Kevina Escoffiera ostatecznie został sklasyfikowany na pierwszym miejscu. Z wykształcenia inżynier, jest współtwórcą hydrogenatora Watt and Sea zaprojektowanego przez Érica Tabarly.
Yannick Bestaven ukończył École nationale des travaux publics de l'État.

## Wyniki
| Rok  | Miejsce | Regaty                                                                          | Klasa             | Łódź                                          | Notatki                                       |
| ---- | ------- | ------------------------------------------------------------------------------- | ----------------- | --------------------------------------------- | --------------------------------------------- |
| 2021 | 1       | Vendée Globe 2020/2021                                                          | IMOCA 60          | Master CoQ IV                                 | czas 80d 3h 44m                               |
| 2020 | 6       | Vendée-Arctic-Les Sables-dOlonne                                                | IMOCA 60          | Master CoQ IV                                 | [ 1 ] [ 4 ]                                   |
| 2019 | 11      | 2019 Transat Jacques-Vabre                                                      | IMOCA 60          | Master CoQ IV                                 | z Rolandem Jourdain                           |
| 2019 | 4       | Azimut Challenge                                                                | IMOCA 60          | Master CoQ IV                                 | z Roland Jourdain                             |
| 2019 | 6       | Rolex Fastnet                                                                   | IMOCA 60          | Master CoQ IV                                 | z Rolandem Jourdain                           |
| 2019 | 2       | Bermuda 1000 Solo Race                                                          | IMOCA 60          | Master CoQ IV                                 | [ 1 ]                                         |
| 2019 | 2       | Guyader Grand Prix                                                              | IMOCA 60          | Master CoQ IV                                 | z Rolandem Jourdain                           |
| 2018 | -       | Route du Rhum 2018 Destination Guadeloupe                                       | IMOCA 60          | Master CoQ III                                | wycofał się zpowodow technicznych             |
| 2017 | 5       | 2017 Transat Jacques-Vabre Le Havre / Salvador de Bahia                         | IMOCA 60          | Bastide Otio                                  | z Kito de Pavant                              |
| 2015 | 1       | Transat Jacques-Vabre 2015 Le Havre / Itaja (Brazil)                            | Class40           | The Conservator                               | z Pierre Brasseur                             |
| 2015 | 1       | Les Sables dOlonne - Horta - Les Sables                                         | Class40           | The Conservator                               | z Pierre Brasseur                             |
| 2015 | 2       | The Normandy Channel Race                                                       | Class40           | The Conservator                               | z Pierre Brasseur                             |
| 2014 | 7       | Route du Rhum 2014                                                              | Class40           | No. 142 "The Conservative"                    | (ukończył na 4 ozycji, ale otrzymał karę 24h) |
| 2014 | 7       | The Qualif Solidaire - SNSM                                                     | Class40           | No. 142 "The Conservative"                    |                                               |
| 2014 | 9       | The Normandy Channel Race                                                       | Class40           | No. 142 "The Curator"                         | z Pierre Brasseur.                            |
| 2013 | 4       | Transat Jacques-Vabre 2013: Le Havre / Itaja (Brazil)                           | Class40           | no 98 "watt and sea, Poitou-Charentes Region" | z Aurélien Ducroz                             |
| 2012 | 3       | Normandy Channel Race                                                           | Class40           | No. 98 "Phoenix Europe Express"               | z Julien Pulvé                                |
| 2012 | 4       | Transat La Solidaire du Chocolat (Nantes - Saint-Nazaire / Progreso in (Mexico) | Class40           | No. 98 "Aquarelle.com"                        | z Éric Drouglazet                             |
| 2011 | 1       | 2011 Transat Jacques-Vabre Le Havre / Puerto Limon (Costa Rica)                 | Class40           | No. 98 "Aquarelle.com"                        | z Éric Drouglazet                             |
| 2011 | 2       | Les Sables-dOlonne / Horta (Faial in the Azores)/ Les Sables                    | Class40           | No. 98 "Aquarelle.com"                        | z Christophe Bouvet (at 25s from 1st)         |
| 2010 | 11      | Transat AG2R La Mondiale: Concarneau / Saint-Barthélemy in the Lesser Antilles  | Bénéteau Figaro 2 |                                               | z Christophe Bouvet                           |
| 2009 | 1       | SNSM Record                                                                     | IMOCA 60          | Safran                                        | Marc Guillemot                                |
| 2008 | -       | 2008-2009 Vendée Globe                                                          | IMOCA 60          | "Aquarelle.com - the Charente-Maritime"       | utracił maszt                                 |
| 2008 | 2       | Transat Québec-Saint-Malo                                                       | FICO class        | "Cervin EnR"                                  | w załodze                                     |
| 2008 | 6       | English Transat Artemis: Plymouth / Boston                                      |                   | "Cervin EnR"                                  | [ 4 ]                                         |
| 2007 | 8       | Transat Ecover BtoB: Salvador de Bahia (Brazil)/ Port-la-Forêt                  | IMOCA 60          | "Cervin EnR"                                  | [ 4 ]                                         |
| 2007 | 13      | Transat Jacques-Vabre 2007: Le Havre / Salvador de Bahia                        | IMOCA 60          | "Cervin EnR"                                  | z Ronan Guérin                                |
| 2007 | 7       | Cape Istanbul                                                                   | Bénéteau Figaro 2 | "Aquarelle.com"                               | [ 4 ]                                         |
| 2007 | 14      | BPE Trophy Belle-Ile-en-Mer / Marie-Galante in Guadeloupe                       | Bénéteau Figaro 2 | "Aquarelle.com"                               | [ 4 ]                                         |
| 2006 | 7       | Transat AG2R Concarneau / Saint-Barthélemy (Guadeloupe)                         | Bénéteau Figaro 2 | "Aquarelle.com"                               | [ 4 ]                                         |
| 2005 | 12      | Ponant Road                                                                     |                   |                                               | [ 4 ]                                         |
| 2005 | 28      | Solitaire Afflelou Le Figaro (2nd bizuth)                                       | Bénéteau Figaro 2 | "Aquarelle.com"                               | [ 4 ]                                         |
| 2005 | 15      | Tour of Brittany sailing                                                        |                   |                                               | [ 4 ]                                         |
| 2005 | 7       | BPE Trophy: St-Nazaire / Cienfuegos de Cuba                                     | Bénéteau Figaro 2 | "Aquarelle.com"                               | [ 4 ]                                         |